# Herb Zwolenia (powiat zwoleński)
Herb Zwolenia – jeden z symboli miasta Zwoleń i gminy Zwoleń w postaci herbu.

## Wygląd i symbolika
Herb przedstawia w biało-czerwonej tarczy dzielonej z lewa skos złotą stylizowaną literę „S”. Obrzeża tarczy zaznaczone są złotym obramowaniem. Kształt tarczy herbowej przypomina kształt ryngrafu rycerskiego, nad tarczą herbową umieszczono stylizowaną złotą koronę królewską.

## Historia
Herb pochodzi z XV wieku i często zmieniał swoją formę.